# Randy Black
Randy Black (* 17. listopad 1963 Moose Jaw, Kanada) je kanadský metalový bubeník, nejznámější pro své působení ve skupinách Bif Naked, Annihilator, Primal Fear a W.A.S.P. Od roku 2018 hraje v thrashmetalové skupině Destruction. Jeho styl bubnování je pozoruhodný, dokáže hrát na hi-hat jak pravou rukou, tak i levou.

## Život
Randy se narodil ve městě Moose Jaw v Kanadě. Svou kariéru profesionálního hudebníka započal ve skupině The Edge, ale nekoncertoval ve velké míře až do roku 1982, kdy se připojil ke skupině The Kaotics. V roce 1984 se následně přidal ke skupině Click, která hrála cover písničky od skupin Rush a Journey, tato čtyřčlenná skupina hrála v původním složení celkem 9 let.
Randy se v roce 1993 přestěhoval do Vancouveru, kde se připojil ke kanadské thrashmetalové skupině Annihilator. Jeho spoluhráči byli ohromeni jeho technickou precizností a dokonce ho nazvali „lidským bicím automatem“.
Randy v roce 1998 natočil album se zpěvačkou Bif Naked. Mezi lety 2002 a 2003 se vrátil zpátky do skupiny Annihilator. Krátce nato se přestěhoval do Německa a v roce 2003 se připojil k německé heavymetalové skupině Primal Fear.
V srpnu 2014 skupina Primal Fear oznámila odchod bubeníka Randyho Blacka kvůli neřešitelným sporům se zpěvákem Ralfem Scheepersem.
Randy Black se na konci roku 2015 připojil k americké heavy-glam metalové skupině W.A.S.P. jako hostující člen na turné. V roce 2017 skupinu opět opustil.
V roce 2018 se připojil k thrashmetalové skupině Destruction.

## Vybavení
Od roku 2011 používá bicí značky Pearl, činely Sabian, bubenické blány Aquarian a paličky Rohema. Dříve používal bicí Mapex a paličky Vic Firth, Wincent.